# Обратимость электрических машин
Обратимость электрических машин вызвана одинаковым устройством преобразователей электрической энергии в механическую и механической в электрическую. Таким образом, электрические машины взаимозаменяемы: электродвигатель может использоваться в качестве генератора и наоборот, электродинамическая головка может использоваться в качестве микрофона и наоборот, и т. п.
Приоритетная функция электрической машины определяет её конструктивные особенности, вследствие которых обратимость становится неравномерной. Так, электрогенератор будет иметь несколько больший КПД, чем используемый в качестве генератора соответствующий по размерам электродвигатель, электродинамический микрофон будет выдавать более качественный звуковой сигнал, чем равная по размерам динамическая головка.

## Применение
Данное явление широко используется в электротехнике, например, для электродинамического торможения: двигатель постоянного тока, будучи отключен от питающего его источника, вращаясь по инерции, сразу же переходит в генераторный режим из-за наличия в нём противоэлектродвижущей силы. Если одновременно с отключением от источника двигатель замкнуть на небольшое сопротивление, то под действием противоэлектродвижущей силы в замкнутой цепи якорной обмотки возникнет большой ток, который и создаст в двигателе тормозящий момент, направленный против его вращения, вследствие чего двигатель быстро остановится. Кроме того, генерируемый двигателем ток может подзаряжать аккумуляторы транспортного средства, на котором установлен, либо возвращаться в питающую электросеть, как происходит на некоторых электропоездах и трамваях при торможении или движении под уклон. Такой режим работы транспортного средства называется рекуперативным торможением.
Обратимость иногда используется в электронной технике: например, в некоторых образцах связной аппаратуры динамическая головка в режиме передачи служит микрофоном. Этим достигается улучшение массогабаритных показателей и удешевление изделия. Также известны образцы устройств, в которых светодиод часть времени используется в качестве фотодиода. Таким путём упрощается оптический тракт двунаправленных устройств оптической связи.
Свойством обратимости обладают также гидравлические машины.